# Auguste Duvau
Louis-Auguste du Vau de La Farinière, dit Auguste Duvau, né le 14 janvier 1771 à Tours et mort le 11 janvier 1831 au château de la Farinière (Cinq-Mars-la-Pile), est un homme de lettres et naturaliste français.

## Biographie
Auguste Duvau est le fils d'Alexis-Auguste Duvau, écuyer, seigneur de la Pasqueraie et de la Bourrellerie, conseiller du roi et trésorier général de France au bureau des finances de la généralité de Tours, et d'Anne de La Mardelle. Destiné à l'état ecclésiastique, il suit ses études à Tours puis au collège du Plessis à Paris.
Sous la Révolution, il émigre en 1791, rejoint l'Armée de Condé, s'installe à Weimar, qui est alors le foyer intellectuel de l'Allemagne au XVIIIe siècle, et se lie d'amitié avec Christoph Martin Wieland. Il est enrôlé par Böttiger et devient professeur à l'Institut du Belvédère, fondé par Jean-Joseph Mounier. Il réalise en un voyage qui les conduit sur le Rhin, en Italie, à Dresde et à Vienne (1801-1802), puis un autre aux côtés d'Alphonse Perregaux, durant lequel ils séjourneront à l'Université de Leipzig (avril 1803-octobre 1804) puis à Genève (jusqu'en septembre 1805).
Rentré en France vers 1805, il épouse sa cousine germaine Andrée-Cécile Picquet de Mélesse, fille de Guy-Alexandre Picquet de Mélesse, prévôt général commandant la maréchaussée de Bretagne, et de Marie-Marguerite-Jeanne Duvau (sa tante, fille de François Duvau et Marie-Marguerite Quantin), et s'installe au château de la Farinière, à Cinq-Mars-la-Pile.
Auguste Duvau se consacre aux lettres et à la botanique, traduisant de l'allemand en français, du français en allemand et écrit en allemand. Il collabore au Magasin pittoresque, à la Biographie de Michaud, au Dictionnaire des sciences naturelles et au Bulletin universel des sciences et de l'industrie.